# Chasing Pavements
Chasing Pavements – drugi singel brytyjskiej wokalistki Adele z jej pierwszego albumu studyjnego zatytułowanego 19.
Utwór został wydany w wersji digital w Irlandii 13 stycznia 2008 roku i zadebiutował na irlandzkiej liście przebojów na 26. miejscu. Po wypuszczeniu fizycznej wersji singel zajął pozycję siódmą i była to jego najwyższa pozycja w tym notowaniu. 20 stycznia utwór zadebiutował na drugim miejscu w brytyjskiej liście UK Singles Chart. W 2008 roku „Chasing Pavements” sprzedało się w Wielkiej Brytanii w ilości 280 tys. kopii, tym samym plasując się na 27. miejscu najlepiej sprzedających się singli roku.
Utwór został wykorzystany w trzech odcinkach serialu Życie w Hollyoaks, a także w filmie Wild Child. Zbuntowana księżniczka czy w końcu w serialu młodzieżowym 90210. 7 grudnia 2007 roku Adele zaśpiewała ten utwór w programie Friday Night with Jonathan Ross. Natomiast 18 października 2008 roku, razem z „Cold Shoulder”, w Saturday Night Live. Lewa strona singla „That’s It. I Quit. I’m Movin’ On.” jest coverem piosenki Sama Cooke’a w wersji akustycznej. Utwór jest pierwszą piosenką Adele, która pojawiła się w prestiżowej liście Billboard Hot 100. Do kwietnia 2011 roku singel sprzedał się w ilości 986 tys. kopii.
„Chasing Pavements” wygrał nagrodę Grammy w kategorii Najlepszy żeński występ pop. Poza tym był nominowany w kategorii Nagranie Roku oraz Piosenka Roku.

## Certyfikaty i sprzedaż
| Kraj                         | Certyfikat         | Sprzedaż   |
| ---------------------------- | ------------------ | ---------- |
| Brazylia (Pro-Música Brasil) | złota płyta        | 30 000+    |
| Dania (IFPI Danmark)         | platynowa płyta    | 90 000+    |
| Kanada (MC)                  | 3x platynowa płyta | 240 000+   |
| Norwegia (IFPI Norge)        | złota płyta        | 5 000+     |
| Stany Zjednoczone (RIAA)     | platynowa płyta    | 1 000 000+ |
| Wielka Brytania (BPI)        | 2x platynowa płyta | 1 200 000+ |
| Włochy (FIMI)                | złota płyta        | 10 000+    |